# Petőfi Sándor-emlékoszlop (Marosvásárhely)
A Petőfi Sándor-emlékoszlop (egyes forrásokban Petőfi-obeliszk, Petőfi-gúla) Marosvásárhelyen, a Főtér északi részén állt. Az 1912-ben felavatott, szecessziós faragványú obeliszket egy bronz dombormű díszítette, mely a harcba induló Petőfi Sándor alakját ábrázolta Bem tábornok és a múzsa alakjai között. A román hatalomátvétel után a bronztáblát eltávolították, az obeliszk talapzatán egy Bukarestből rendelt, román katonát ábrázoló szobrot helyeztek el, mely 1940-ig állt.

## Története
Az emlékoszlop állítása 1910-ben került szóba: a helyi Szépítő Egylet április 17-én fordult a városi tanácshoz a szükséges helyszín biztosításának érdekében. A kezdeményezés mögött a polgármester, Bernády György állt. A törvényhatósági bizottság jóváhagyta a kérést, a szükséges összeg pedig nem közadakozásból, hanem a városi munkálatokat végző nagyvállalkozók adományaiból folyt be – a Székely Napló szerint ez „az első Petőfi-emlék, amelyet a nagytőke, a kapitalizmus emelt”. Az emlékmű 1912 novemberére lett kész, és november 26-án leplezték le.
Az oszlop tetejére 1913-ban egy bronz turulszobrot kívántak elhelyezni; ezt Budapesten ki is öntötték és árának egy részét kifizették, azonban az első világháború kitörése meghiúsította a terv kivitelét. A román hatalomátvétel után, 1919 márciusában a bronztáblát lefeszítették és eltüntették, az obeliszket ledöntötték. A megrongált oszlopot 1923-ban átfaragták és román katonai emlékművé alakították át.
A Petőfi-emlékoszlop az utolsó marosvásárhelyi köztéri műalkotás, melyet a dualizmus idején emeltek. A szobrok 1919-es lerombolása után több, mint egy évszázadig (a Bethlen Gábor-szobor 2020-as felavatásáig) nem volt magyar kötődésű szobor Marosvásárhely főterén.

### Román katonai emlékműként
A szikla alakjára átfaragott, ugyanazon a helyen felállított egykori Petőfi-emlékoszlop talapzatán Ioan Schmidt-Faur bukaresti szobrász bronz katonaszobrát helyezték el, melynek elkészítését adományokból finanszírozták. Az újdonsült katonai emlékművet 1923. december 2-án, a román bejövetel ötödik évfordulóján leplezték le nagy csinnadratta közepette, mint a város történetének legelső román jellegű monumentumát. A magyar többség közönyösen, vagy éppenséggel cinikusan fogadta az új alkotást; a katonát Vaszinak keresztelték el (Vasile, azaz Vazul gyakori román név), egy éjszaka pedig táblát akasztottak a nyakába a következő felirattal: „Ha futtok, itt ne hagyjatok. Vaszi”. A románok minden igyekezetük ellenére nem tudták kézre keríteni a tréfacsinálót, de utána lámpákat szereltek az emlékmű mellé és őrszemmel őriztették azt.
A kivonuló románok valóban nem hagyták hátra a szobrot: 1940-ben, a második bécsi döntés után a város többi nemrég állított, román jellegű emlékművével együtt magukkal vitték. A katonaszobor további sorsa ismeretlen. Az összetört oszlop maradványai egy ideig a Városmajor területén voltak a többi magyar emlékmű (főként szobortalapzatok) darabjaival együtt.

## Leírása
A Petőfi-emlékoszlop a Főtér északkeleti kijáratánál, a Nagy Szabó Ferenc-ház és a Görög-ház előtti kis járdaszigeten állt. A helynek szimbolikus jelentősége is volt, ugyanis Petőfi a Görög-házban szállt meg, mielőtt a végzetes segesvári csatába indult volna; a mögötte levő Alsó Vártér pedig a szabadságharcot idézte a városiak szívében (az ott álló Teleki-ház szolgált Bem József főhadiszállásaként). A magyar szecessziós stílusú, 6 méter magas terméskő obeliszken Kallós Ede szobrász bronz domborműve ábrázolta a csatába induló Petőfit, miközben Bem megpróbálja visszatartani őt. Az obeliszket kis virágágyás övezte.
A román katonai emlékmű „Nagy-Romániát jelképező szikla” alakjára átfaragott obeliszkje 5,15 méter magas volt, rajta márványtáblával. A talapzaton egyenruhába öltözött, a láthatárt kémlelő katona bronzszobra állt, az obeliszk tetején pedig egy kitárt szárnyú bronz sasfigura, kereszttel a csőrében.